# Robert Wolders
Robert Wolders né le 28 septembre 1936 à Rotterdam (Pays-Bas) et mort le 12 juillet 2018 à Malibu (Californie) est un acteur néerlandais.

## Biographie
Robert Wolders a joué dans Tobrouk, commando pour l'enfer, un film de guerre américain réalisé par Arthur Hiller en 1966.
Considéré comme un "Latin Lover" en raison de sa beauté et de son accent exotique, Wolders a commencé à apparaître dans des séries télévisées comme Flipper le dauphin et The John Forsythe Show.
Il a signé un contrat avec Universal Pictures qui lui a valu plusieurs rôles au cinéma ainsi que le rôle d'Erik Hunter dans la deuxième saison de la série télévisée Laredo.
Il a également eu des rôles d'invité dans d'autres émissions, notamment Daniel Boone, Des agents très spéciaux, Les Règles du jeu, Sur la piste du crime, Ma sorcière bien-aimée et The Mary Tyler Moore Show. Wolders mis fin à sa carrière d'acteur peu de temps après avoir épousé Merle Oberon en 1975.
Wolders est meurt le 12 juillet 2018, à l'âge de 81 ans.

### Vie privée

Robert Wolders (à droite) avec Audrey Hepburn et Ronald Reagan (1981).

Wolders a rencontré l'actrice Merle Oberon lors du tournage d'Interval en 1973. Oberon était marié à l'époque, mais après le tournage avec Wolders, elle a divorcé de son mari depuis seize ans, Bruno Pagliai, et a épousé Wolders en 1975. Wolders avait 25 ans de moins qu'Obéron. Ils restèrent mariés jusqu'à sa mort en 1979.
En 1980, Wolders devient le compagnon d'Audrey Hepburn jusqu'à sa mort en 1993.
Lui et l'actrice-danseuse Leslie Caron formaient un couple de 1994 à 1995.
En 1995, Wolders a entamé une relation avec la veuve d'Henry Fonda, Shirlee Fonda.

## Filmographie

### Cinéma
- 1973 : Interval de Daniel Mann : Chris

### Télévision
- 1965 : Flipper le dauphin : Capitaine Johnson
- 1966 : Laredo : Erik Hunter
- 1967 : Des agents très spéciaux : Andreas Petros
- 1968 : Les Règles du jeu : Dubrek
- 1969 : Sur la piste du crime : Eric Linler
- 1970 : Ma sorcière bien-aimée : Clark
- 1970 : Dan August : Gabe Redfern
- 1974 : The Mary Tyler Moore Show : Paul Van Dillen
- 1974 : McMillan : Ilia Astrov